# Thọ Thanh
Thọ Thanh là một xã thuộc huyện Thường Xuân, tỉnh Thanh Hóa, Việt Nam.
Xã Thọ Thanh có diện tích 9,66 km², dân số năm 1999 là 5188 người, mật độ dân số đạt 537 người/km².